# Angelo Falzea
Angelo Falzea (Messina, 26 agosto 1914 – Messina, 11 febbraio 2016) è stato un giurista e filosofo italiano.

## Biografia e carriera
Laureatosi in Giurisprudenza nel 1936 e allievo di Salvatore Pugliatti, ha svolto l'intera carriera accademica alla Facoltà di Giurisprudenza dell'Università di Messina (intervallata da periodi di parallelo insegnamento in alcune università calabresi), prima come assistente poi, dal 1943 in poi, come ordinario, di Istituzioni di diritto privato e, dal 1984, di diritto civile, fino alla nomina a professore emerito, dopo essere stato collocato a riposo. Dal 1959 al 1986, fu anche preside della Facoltà di Giurisprudenza.
Socio nazionale dell'Accademia Nazionale dei Lincei (dal 1988) e decano dei civilisti italiani fra i più noti a livello mondiale, Falzea è stato anche il più anziano ed illustre esponente della Scuola messinese di diritto civile, fondata da Salvatore Pugliatti. Condirettore della Rivista di Diritto Civile, dal 1997 al 2002 è stato anche il direttore scientifico dell'Enciclopedia del diritto, voluta dall'editore Antonino Giuffrè, e di cui è stato uno dei fondatori.
Considerato un maestro della tradizione italiana della scienza del diritto, con le sue ricerche di teoria generale e dogmatica giuridica, nonché con i suoi numerosi contributi ai più diversi istituti civilistici, ha segnato, in più di sessant'anni di intensa operosità scientifica, un profondo avanzamento ed un decisivo rinnovamento degli studi giuridici in Italia. Tra i suoi allievi: Vincenzo Scalisi, Angelo Federico, Giovanni D'Amico, Attilio Gorassini, Enzo Campagna e Mario Trimarchi.
Tra i molti riconoscimenti ricevuti da Falzea nel corso degli anni, la laurea honoris causa in Scienze politiche, conferitagli dall'Università di Siena nel 2006, e il primo premio internazionale Bonino.
Fu membro dell'Accademia Peloritana dei Pericolanti.

## Attività scientifica e pensiero
Falzea è stato un pioniere delle scienze giuridiche teoriche e della filosofia del diritto, contribuendo, con un originale metodo interdisciplinare (ma non eclettico), a mettere in relazione aree disciplinari apparentemente distanti fra loro, ma tutte convergenti a conferire più solidità ed autonomia al diritto. Sua costante preoccupazione è stata quella di integrare, sempre ed opportunamente, la prospettiva astratta logico-formale e filosofica con quella pragmatica del diritto mirante a fornire quel necessario ordine giuridico indispensabile alla coesistenza pacifica di vita materiale, vita spirituale e vita sociale. Fra i suoi maggiori risultati, la centralità della nozione di ”soggetto“, pensato sia astrattamente che in relazione alla correlativa persona fisica e reale, la fondazione di una etica giuridica e l'elaborazione di una teoria assiologica del diritto, frutto rispettivamente della sua incisiva indagine critica ed ampia comprensione concettuale delle nozioni di ”valore“ – da porre, per Falzea, al centro del pensiero giuridico, assieme a quello di ”interesse“ – e di ”categoria giuridica“ formale, quali nuclei fondanti del corpus dottrinario della giurisprudenza. Da qui, la constatazione di principio secondo cui il ”fenomeno giuridico“, nella sua accezione più ampia come fatto storico-sociale dinamico e non statico, deve essere analizzato nelle sue due componenti principali, quella ”formale“ e quella ”sostanziale“, da considerarsi sempre in un reciproco, razionale equilibrio correlativo garante di quella realtà umana fattuale di interessi e di valori.
Il perno epistemologico dell'impianto teorico delineato da Falzea, quale presupposto ineludibile per l'esistenza di un qualsiasi stato di diritto, è quello che fa leva sull'imprescindibile ruolo formalizzante che ogni determinazione giuridica cogente deve avere nel catturare, indi razionalizzare (componente formale), quel nucleo affettivo-emotivo (componente sostanziale) insito in ogni fatto umano consuetudinario della vita reale. Il diritto, come realtà assiologica, è quella naturale concezione, Falzea fa notare, cui si perviene allorché si abbandona quella riduttiva visione formalistica ed astratta della giurisprudenza la quale, invece, come scienza viva e positiva, deve guardare alla realtà fattuale ed alle sue dinamiche complesse e multifattoriali, ai suoi contenuti pragmatici, di valori ed interessi. Da qui, la necessaria interdisciplinarità cui deve sottostare – pur mantenendo la propria autonomia – la costante giurisprudenza per non cadere in un anacronistico e sterile formalismo privo di sostanzialità.
La «forte, quasi esasperata dimensione teoretica» (ma mai grettamente dogmatica) che ha caratterizzato l'opera di Falzea, espressa non solo da un punto di vista meramente logico-formale ma sempre contestualizzata alla variegata problematicità e storicità della realtà umana, si evince, in tutta la sua evidenza, dagli scritti dedicati ai problemi di teoria generale del diritto, affrontati, oltre che in alcuni suoi lavori monografici, in certe voci la lui redatte per l'Enciclopedia del Diritto, tra gli anni '50 e '60, sì da costituire dei veri "classici" della letteratura giuridica contemporanea: fra queste, le voci “Accertamento” (Vol. I, 1958), “Apparenza” (Vol. II, 1958), “Efficacia Giuridica” (Vol. XIV, 1965), “Fatto giuridico” (Vol. XVI, 1967).
Fra i molti contributi dati da Falzea all'elaborazione teorica dell'ordinamento giuridico, in raccordo a quanto detto sopra, degno di nota è l'aver egli richiamata l'attenzione – nella voce ”I fatti del sentimento“, sulla scia di parte del pensiero di Pugliatti – sulla rilevanza giuridica del sentimento, inteso non come un principio generale dell'ordinamento, bensì come un vero e proprio sentimento individuale o collettivo, fattualmente rilevante per il comportamento umano, che le norme giuridiche, specie quelle del diritto civile e penale, classificano come un valore positivo, da rispettare dunque, o negativo (disvalore), da reprimere invece. Da questa presupposizione quindi, con metodo contraddistinto da ampiezza dell'indagine storica e improntato al rigore filosofico, Falzea consegue uno dei suoi maggiori risultati, riguardante l'analisi del concetto generale di diritto, quale diritto positivo, cioè effettivamente vigente, scritto o no, incardinato entro un sistema assiologico fondato su un ordine razionale dello spirito umano che permette di classificare i valori umani, di una determinata società in un assegnato luogo ed in un certo tempo (storicità del diritto), secondo una scala della loro importanza. Quest'ordinamento razionale è un tratto distintivo sia del sistema culturale umano generale che dei suoi sottosistemi, fra i quali preminenti sono quello linguistico, che è il principale sistema di comunicazione, e quello giuridico, che è il sistema normativo attualizzato dell'azione umana individuale e collettiva.
Da questa prospettiva, anche sulla base di un parallelo analogico-concettuale con la struttura della logica, Falzea perviene, tra l'altro, ad una elementare quanto fondamentale distinzione metagiuridica fra teoria generale del diritto e dogmatica giuridica, argomentando solidamente a favore della tesi per cui la teoria generale del diritto opera ad un livello superiore di generalità rispetto a quello in cui si colloca la dogmatica giacché quest'ultima è sempre inerente a diritti positivi storicamente attualizzati, oggetti di studio della teoria generale che, in quanto tale, non discende dunque da alcun diritto positivo particolare, e quindi neppure dalla dogmatica. La teoria generale del diritto è piuttosto riflessione metateorica su quei particolari sistemi culturali individuati dalle varie attuazioni storiche del diritto positivo, sistemi che verranno quindi interpretati speculativamente e spiegati razionalmente (interpretazione giuridica) tramite metodi centrati sulla individuazione e ordinazione concettuale. Solo in questi termini, Falzea ribadisce, si può allora più propriamente parlare, da un punto di vista positivistico, di ”scienza del diritto“, piuttosto che di semplice ”filosofia del diritto“.
Nel 1991 è stata pubblicata, in sei volumi, una raccolta di scritti in suo onore, comprendente contributi tecnici e scientifici di alcuni fra i maggiori giuristi italiani, fra cui Guido Alpa, Pietro Barcellona, Paolo Barile, Cesare Massimo Bianca, Antonino Cataudella, Paolo Grossi, Elio Fazzalari, Vittorio Frosini, Nicolò Lipari, Enrico Opocher, Giorgio Oppo, Pietro Rescigno, Rodolfo Sacco, Paolo Spada, Michele Taruffo, Alberto Trabucchi.

## Opere principali
- Il soggetto nel sistema dei fenomeni giuridici, Dott. A. Giuffrè Editore, Milano, 1939.
- La condizione e gli elementi dell'atto giuridico, Dott. A. Giuffrè Editore, Milano, 1941 (con successive edizioni).
- La separazione personale, Dott. A. Giuffrè Editore, Milano, 1943.
- L'offerta reale e la liberazione coattiva del debitore, Dott. A. Giuffrè Editore, Milano, 2011 (ristampa della prima edizione del 1947, con nuova prefazione dell'autore).
- Il fatto naturale, CEDAM-Casa Editrice Dott. Antonio Milani, Padova, 1969.
- Voci di teoria generale del diritto, Dott. A. Giuffrè Editore, Milano, 1978 (con successive edizioni).
- Il gene giuridico (con Danilo Mainardi), Dott. A. Giuffrè Editore, Milano, 1983.
- Introduzione alle scienze giuridiche. Parte I: Il concetto di diritto, VI edizione (I edizione, 1975), Dott. A. Giuffrè Editore, Milano, 2008.
- Teoria generale del diritto, Dott. A. Giuffrè Editore, Milano, 1999 (Fa parte di Ricerche di teoria generale del diritto e di dogmatica giuridica, Vol. I).
- Dogmatica Giuridica, Dott. A. Giuffrè Editore, Milano, 1997 (Fa parte di Ricerche di teoria generale del diritto e di dogmatica giuridica, Vol. II).
- Scritti d'occasione, Dott. A. Giuffrè Editore, Milano, 2010 (Fa parte di Ricerche di teoria generale del diritto e di dogmatica giuridica, Vol. III).